# Contea di Mêdog
Mêdog (墨脱县T; Mòtuō XiànP) è una contea cinese della prefettura di Nyingchi nella Regione Autonoma del Tibet.  Nel 1999 la contea contava 9 868 abitanti.
Si trova nel sud-est della Regione autonoma del Tibet e sul ramo inferiore del fiume Yarlung Tsangpo. Nel dicembre del 2010 il governo cinese annunciò il completamento di una strada nella contea di Mêdog, l'ultima contea cinese a non avere ancora un accesso stradale. La maggior parte delle persone che vivono nella contea sono di etnia Tshangla o Lhoba.

## Geografia antropica

### Centri abitati
- Motuo 墨脱镇
- Beibeng 背崩乡
- Dexing 德兴乡
- Damu 达木乡
- Pangxin 旁辛乡
- Jialasa 加拉萨乡
- Gandeng 甘登乡
- Gedang 格当乡

## Ambiente

### Flora
La zona è nota e citata nelle pubblicazioni tassonomiche perché da qui proviene l'olotipo di una varietà di abete: Abies delavayi var. motuoensis.